# نیهان گونیلیگیل
نیهان گونیلیگیل (انگلیسی: Nihan Güneyligil؛ زادهٔ ۷ فوریهٔ ۱۹۸۲) بازیکن والیبال اهل ترکیه است.
از باشگاه‌هایی که در آن بازی کرده‌است می‌توان به باشگاه والیبال زنان گالاتاسرای اشاره کرد.